# Cybaeus septatus
Espèce
Cybaeus septatus est une espèce d'araignées aranéomorphes de la famille des Cybaeidae.

## Distribution
Cette espèce est endémique des États-Unis. Elle se rencontre en Oregon et en Californie,.

## Description
La femelle holotype mesure 6,00 mm et le mâle paratype 4,30 mm.

## Publication originale
- Chamberlin & Ivie, 1942 : A hundred new species of American spiders. Bulletin of the University of Utah, vol. 32, no 13, p. 1-117.